# César Dall'Orso
César Martín Dall'Orso Patri (Callao, 1º settembre 1966) è un ex calciatore peruviano, di ruolo centrocampista.

## Carriera

### Nazionale
Ha collezionato 8 presenze con la maglia della Nazionale.